# Pedernales (provinshuvudstad)
Pedernales är en provinshuvudstad i Dominikanska republiken.   Den ligger i provinsen Pedernales, i den sydvästra delen av landet, 190 km väster om huvudstaden Santo Domingo. Pedernales ligger 22 meter över havet och antalet invånare är 11 072.
Terrängen runt Pedernales är kuperad åt nordost, men söderut är den platt. Havet är nära Pedernales åt sydväst. Runt Pedernales är det glesbefolkat, med 11 invånare per kvadratkilometer.